# Turbinaria stellulata
Turbinaria stellulata är en korallart som först beskrevs av Jean-Baptiste Lamarck 1816.  Turbinaria stellulata ingår i släktet Turbinaria och familjen Dendrophylliidae. IUCN kategoriserar arten globalt som sårbar. Inga underarter finns listade i Catalogue of Life.